# Europa (planetoïde)
(52) Europa is een grote planetoïde in het buitenste deel van de planetoïdengordel tussen de banen van de planeten Mars en Jupiter. Europa draait in 5,46 jaar om de zon, in een ellipsvormige baan die ongeveer 7° helt ten opzichte van de ecliptica. De afstand tot de zon varieert tijdens een omloop tussen de 2,785 en 3,417 astronomische eenheden.

## Ontdekking en naamgeving
Europa werd op 4 februari 1858 ontdekt door de Duitse astronoom Hermann Goldschmidt in Parijs. Het was Goldschmidts tiende ontdekking van een nieuwe planetoïde. In totaal ontdekte hij er veertien.
Europa is genoemd naar Europa, in de Griekse mythologie een Fenicische prinses, die door Zeus in de gedaante van een stier werd ontvoerd naar het eiland Kreta.

## Eigenschappen
Europa is in volume waarschijnlijk de op zes na grootste planetoïde, maar ze heeft een lage dichtheid, vermoedelijk vanwege een inslag die de planetoïde erg poreus gemaakt heeft.
Haar baan ligt dicht bij die van de Hygieafamilie, maar ze is geen lid van die familie.
Europa wordt door spectraalanalyse ingedeeld bij de C-type planetoïden, wat betekent dat ze een relatief laag albedo heeft en een donker oppervlak. C-planetoïden zijn rijk in organische verbindingen. Het oppervlak van Europa bevat mogelijk olivijnen en pyroxenen.
Europa draait waarschijnlijk in iets meer dan 5,5 uur om haar eigen as. De draaias wijst naar de ecliptische coördinaten (β, λ) = (70°, 55°) of (40°, 255°), met een onzekerheid van 10°. Dat betekent dat de axiale helling 14° of 54° is.